# Bharatiya Lok Dal
Bharatiya Lok Dal (BLD, hi. "Indiska folkpartiet") bildades som ett politiskt parti i Indien 1974 genom sammanslagning av sju mindre partier oppositionella mot dåvarande premiärministern Indira Gandhi. Bland dessa partier fanns Swatantra Party, Utkal Congress och Bharatiya Kranti Dal. Partiledare vid grundandet blev Charan Singh. Av sina motståndare anklagades BLD för att vara dominerat av nordindiska godsägare vars viktigaste syften var att motverka jordreform och politiska eftergifter för daliterna.
Inför valen 1977 gick BLD samman med Jan Sangh och Indian National Congress (Organization) och bildade Janatapartiet. Det nya partiet ställde upp i valen detta år under BLD:s namn, och vann. Man bildade sedan den första indiska regeringen utan Kongresspartiet.